# كورالي لاسورسي
كورالي لاسورسي (بالفرنسية: Coralie Lassource)‏ مواليد 1 سبتمبر 1992 في فرنسا، هي لاعبة كرة يد فرنسية تلعب كجناح أيسر. مثلت منتخب فرنسا لكرة اليد للسيدات.

## سجل المنافسة
شاركت في البطولات التالية:
- بطولة العالم لكرة اليد للسيدات 2015

## روابط خارجية
- كورالي لاسورسي على موقع الاتحاد الأوروبي لكرة اليد (الإنجليزية)
- كورالي لاسورسي على موقع أوليمبيديا (الإنجليزية)